# Torrent de la Fontvella
El torrent de la Fontvella és un torrent dels termes municipals de Tremp (antic municipi de Tremp) i Talarn. Es forma dins del terme de Talarn, al nord-oest d'aquesta vila i al sud de l'Acadèmia General Bàsica de Suboficials, a ponent de Sant Sebastià. Els cursos d'aigua que el formen són el barranc dels Clops, que baixa del nord, i el barranc de les Maçanes, que a la capçalera rep la llau d'Irlassos. S'ajunten entre les partides de Clops, los Seixells i les Llagunes, i baixa cap a la plana del nord-oest de Tremp. Fa la volta pel nord i nord-est de la ciutat de Tremp, obrint el profund barranc on hi ha el pont de Sant Jaume, i s'aboca en la Noguera Pallaresa just al sud del Pont del Riu, al sud-est de les Hortes de Navarrot.